# Nationalregnskab
Nationalregnskabet er et kontosystem, der består af statistikker, som giver helhedsbillede af et samfunds økonomi. Det indeholder en opgørelse af virksomhedernes produktion, målt som værditilvækst, og fordelt på de enkelte erhverv. Det omfatter også opgørelser af, hvad produktionen bruges til. Der holdes regnskab over tilgangen af varer og deres anvendelse. For den offentlige sektors vedkommende er det udgiftbudgettets forbrugskonti, der angiver denne sektors bidrag til værditilvæksten.
Det danske nationalregnskab opdateres årligt normalt i månederne marts, juni og september.

## Nationalregnskabets grundstruktur
Nationalregnskabet er et system af sammenhængende definitioner og klassifikationer, der viser,
hvorledes indkomster skabes, fordeles og omfordeles. Det udtrykker ligeledes baggrunden for efterspørgslen efter varer og tjenester, fordelingen af forbrug og opsparing og hvorledes opsparingen anvendes til investering. 
De anvendte definitioner og begreber indgår i et kredsløb. Kredsløbet er udviklet i 1940'erne af den senere Nobelpristager Richard Stone i Definition and Measurement of the National Income and Related Totals. Senere har de fleste af de lande, hvis grundlag er markedsøkonomi, udarbejdet deres nationalregnskab efter vedtagne internationale retningslinjer, udarbejdet af FN og - for de fleste europæiske landes vedkommende - EU.

### Bruttotal og nettotal
En række begreber i nationalregnskabet opgøres både som brutto- og nettostørrelser. Det gælder f.eks. værditilvækst og kapital- og formuestørrelser. En nettostørrelse er enten forskellen mellem to bruttostørrelser, fx bruttoindtægter og bruttoudgifter, altså nettoindtægter, eller en bruttostørrelse fratrukket forbrug af fast realkapital (dvs. eksklusive kapitalnedslidning (afskrivninger).

### Markedspriser, basispriser og faktorpriser
Værdien af den samlede aktivitet i et land betegnes produktionsværdien. Fratrækker man forbruget i produktionen (dvs. værdien af de anvendte rå- og hjælpestoffer), fås værditilvæksten, som er et grundlæggende begreb i nationalregnskabet. Værditilvæksten kan opgøres ved hjælp af tre forskellige prisbegreber: markedspriser, basispriser og faktorpriser. Forskellen på prisbegreberne drejer sig om, i hvilket omfang de indirekte skatter (produktionsskatterne) er medregnet.
Markedsprisen angiver værditilvæksten i de priser, varerne sælges til i butikkerne. Det er altså de priser, de endelige forbrugere står overfor, inklusive alle afgifter. Værditilvæksten opgjort i markedspriser er det meget anvendte begreb bruttonationalproduktet (BNP).
Basisprisen fås ved at trække produktskatter som moms og punktafgifter fra markedsprisen og tillægge produktsubsidier. Dette prisbegreb bruges ved opgørelsen af de enkelte erhvervs produktionsværdi og værditilvækst. Den samlede værditilvækst opgjort i basispriser benævnes bruttoværditilvæksten (BVT).
Faktorprisen er lig med basisprisen fratrukket andre produktionsskatter, f.eks. vægtafgifter og ejendomsskatter,
samt tillagt andre produktionssubsidier. Den samlede værditilvækst opgjort i faktorpriser benævnes bruttofaktorindkomsten (BFI). Den angiver den værditilvækst, der tilfalder produktionsfaktorerne, dvs. kapital og arbejdskraft, som indkomst.

### Løbende priser og faste priser
Faste priser er defineret som de løbende priser renset for inflation. De faste priser benyttes, når der foretages sammenligninger af samme lands nøgletal over en årrække. Da faste priser består af relative tal, fremstilles sammenhængene ofte med udgangspunkt i et basisår, der normalt ansættes til 100. Principperne i beregninger af prisindeks, baseret på basisår, er beskrevet af Danmarks Statistik. 

### Nationalregnskabsligningen
Dette begreb, som også betegnes som nationalregnskabsidentiteten, udtrykker de centrale økonomiske sammenhænge, der indgår i nationalregnskabet. Ligningen er en forudsætning for det kredsløb, som nationalregnskabet beskriver. Ofte skrives ligningen på følgende måde:
- Y+M = C + I + G + X,

hvor Y betegner den indenlandske værditilvækst, M importen, C det private forbrug, I investeringerne, G det offentlige forbrug og X eksporten.
Y+M betegnes som "tilgang af varer og tjenester", mens C+I+G+X betegnes som "anvendelse af varer og tjenester". Hvis værdien af importen er større end værdien af eksporten, vil det medføre et underskud på vare- og tjenestebalancen.
Det fremgår af nationalregnskabsligningen, at den samlede tilgang af varer og tjenester er identisk med den samlede anvendelse af varer og tjenester. Denne sammenhæng kaldes også forsyningsbalancen.

### Produktionskontoen
Denne konto udtrykker sammenhængene fra en produktiv synsvinkel.
Som nævnt er en nations samlede værditilvækst i markedspriser lig med bruttonationalproduktet eller BNP, mens den samlede værditilvækst i faktorpriser er lig med bruttofaktorindkomsten. Heraf følger, at BNP + produktionssubsidier – produktionsskatter = BFI, og at BFI + produktionsskatter – produktionssubsidier = BNP. Hvis produktionsskatterne udgør præcis samme beløb som produktionsssubsidierne, er BFI således lig med BNP.
Den samlede værditilvækst i basispriser kaldes bruttoværditilvæksten. Det gælder altså, at bruttofaktorindkomst + produktskatter - produktsubsidier = bruttoværditilvæksten, og at bruttoværditilvækst + andre produktionsskatter - andre produktionssubsidier = BNP.

### Indkomstkontoen
Værditilvæksten tilfalder ejerne af produktionsfaktorerne (dvs. arbejderne og kapitalejerne) som indkomst. Bruttonationalindkomsten (BNI) er det centrale begreb på denne konto. I en lukket økonomi er BNP lig med BNI; men i en økonomi, hvor personer kan arbejde og dermed tjene indkomst i et andet land, end hvor de bor, og have udenlandsk formueindkomst, vil de to størrelser være forskellige. Forskellen på BNP og BNI kaldes faktorindkomst fra udlandet (netto).

## Samhandel
Betalingsbalancen er en opgørelse af samtlige betalinger mellem et land og udlandet i det forløbne år. Her kan man læse omfanget af landets indtægter og udgifter i forhold til udlandet.
Den post, der regnes for den vigtigste, er vare- og tjenestebalancen. Denne viser landets eksport og import af varer og tjenester. Eksporten repræsenterer indtægterne fra salg til udlandet, importen repræsenterer udgifterne ved køb i udlandet. Varehandelen med udlandet omtales ofte som handelsbalancen.

## Opgørelser pr. indbygger
De vigtigste nøgletal i nationalregnskaberne opgøres ofte pr. indbygger, når der skal foretages internationale sammenligninger. Det sikrer sammenlignelighed mellem forskellige, små og større lande. EU udgiver løbende statistik over landenes BNP pr. indbygger i euro.

## Hovedrevisioner
Ud over løbende revisioner af de nyeste tal foretages med nogle års mellemrum hovedrevisioner af nationalregnskabet, hvor opgørelsesmetoder mv. kan ændres mere grundlæggende. For Danmarks vedkommende er den sidste hovedrevision foretaget i efteråret 2014. Den omfattede en række større og mindre ændringer, som bl.a. tilsammen medførte, at Danmarks beregnede bruttonationalprodukt i alle årene fra 1966 til 2013 blev opjusteret med mellem 1,6 og 3,1 %. BNP i 2013 blev således forhøjet med 1,8 % som følge af hovedrevisionen. Den vigtigste årsag til opjusteringen er, at udgifter til forskning og udvikling nu betragtes som investeringer og ikke længere som løbende udgifter.
Hovedrevisionen er et led i omlægninger af nationalregnskabsstatistikken, som finder sted i hele EU. Alle EU-lande skal overgå til de nye retningslinjer, der kaldes European System of National and Regional Accounts (ESA 2010), senest med udgangen af september 2014. ESA 2010 bygger igen på retningslinjer for opstilling af nationalregnskaber vedtaget af FN i 2009.
Blandt andre ændringer som følge af hovedrevisionen i september 2014 er, at det officielle danske skattetryk er blevet nedjusteret med mellem 1,3 og 3,2 pct. af BNP for årene fra 1966 til 2013. I 2013 er skattetrykket reduceret fra 49,7 % til 47,9 %, hvilket dels skyldes, at BNP opjusteres, og dels følger af ændrede klassificeringer af en række offentlige indtægter. Bl.a. kirkeskat, kontingenter til A-kasser og efterlønsbidrag klassificeres nu ikke længere som skatter, da der er tale om frivillige indbetalinger.